# Järvtjärn (Arjeplogs socken, Lappland)
Järvtjärn är en sjö i Arjeplogs kommun i Lappland och ingår i Skellefteälvens huvudavrinningsområde. Sjön har en area på 0,166 kvadratkilometer och ligger 510,2 meter över havet. Sjön avvattnas av vattendraget Skommarbäcken.

## Delavrinningsområde
Järvtjärn ingår i det delavrinningsområde (734780-159332) som SMHI kallar för Utloppet av Vuoltajaure. Medelhöjden är 504 meter över havet och ytan är 36,55 kvadratkilometer. Det finns inga avrinningsområden uppströms utan avrinningsområdet är högsta punkten. Skommarbäcken som avvattnar avrinningsområdet har biflödesordning 2, vilket innebär att vattnet flödar genom totalt 2 vattendrag innan det når havet efter 287 kilometer. Avrinningsområdet består mestadels av skog (76 procent) och sankmarker (15 procent). Avrinningsområdet har 2,24 kvadratkilometer vattenytor vilket ger det en sjöprocent på 6,1 procent.